# Carolina-provinsen
Carolina-provinsen (engelska: Province of Carolina), var mellan 1629 och 1729 en brittisk koloni i Nordamerika. Provinsen delades 1729 i en nordlig och en sydlig del, provinsen North Carolina respektive provinsen South Carolina.

### Fotnoter
1. ↑  ”North Carolina” (på engelska). World Statesmen. http://www.worldstatesmen.org/US_states_N.html#NC. Läst 9 november 2015.
2. ↑  ”South Carolina” (på engelska). World Statesmen. http://www.worldstatesmen.org/US_states_S-U.html#South-Carolina. Läst 9 november 2015.